# Bathytoma helenae
Bathytoma helenae é uma espécie de gastrópode da família Borsoniidae.